# San Lazzaro dei Lebbrosi

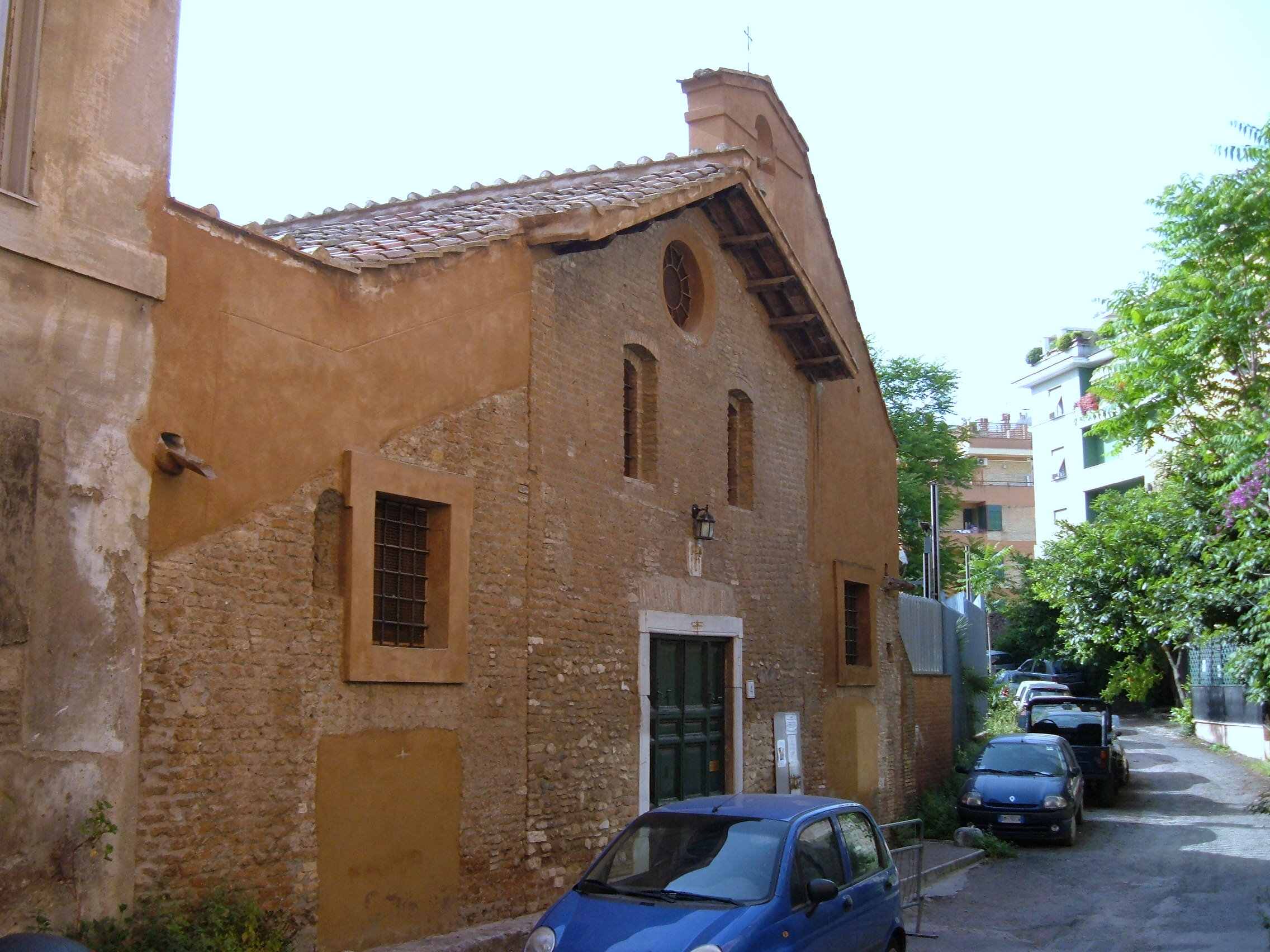
Vista da igreja.

San Lazzaro dei Lebbrosi, conhecida também como San Lazzaro in Borgo ou San Lazzaro al Trionfale, é uma igreja de Roma localizada na Via Borgo San Lazzaro, 3, no quartiere Della Vittoria. É dedicada a São Lázaro.

## História
Esta igreja foi construída em uma via lateral da Via Trionfale, que é, na verdade, a parte final da Via Francigena, rota utilizada por peregrinos de toda a Europa para chegarem a Roma para visitar os túmulos dos apóstolos. Ela foi construída no final do século XII, quando um peregrino francês, agradecido por ter sido curado da lepra, recolheu ofertas e construiu uma igreja dedicada a Santa Maria Madalena no local onde antes existia um oratório (ou uma edícula sagrada) do século X. Atrás da igreja ficava uma estalagem onde os peregrinos podiam descansar pela última vez antes de chegarem em Roma.

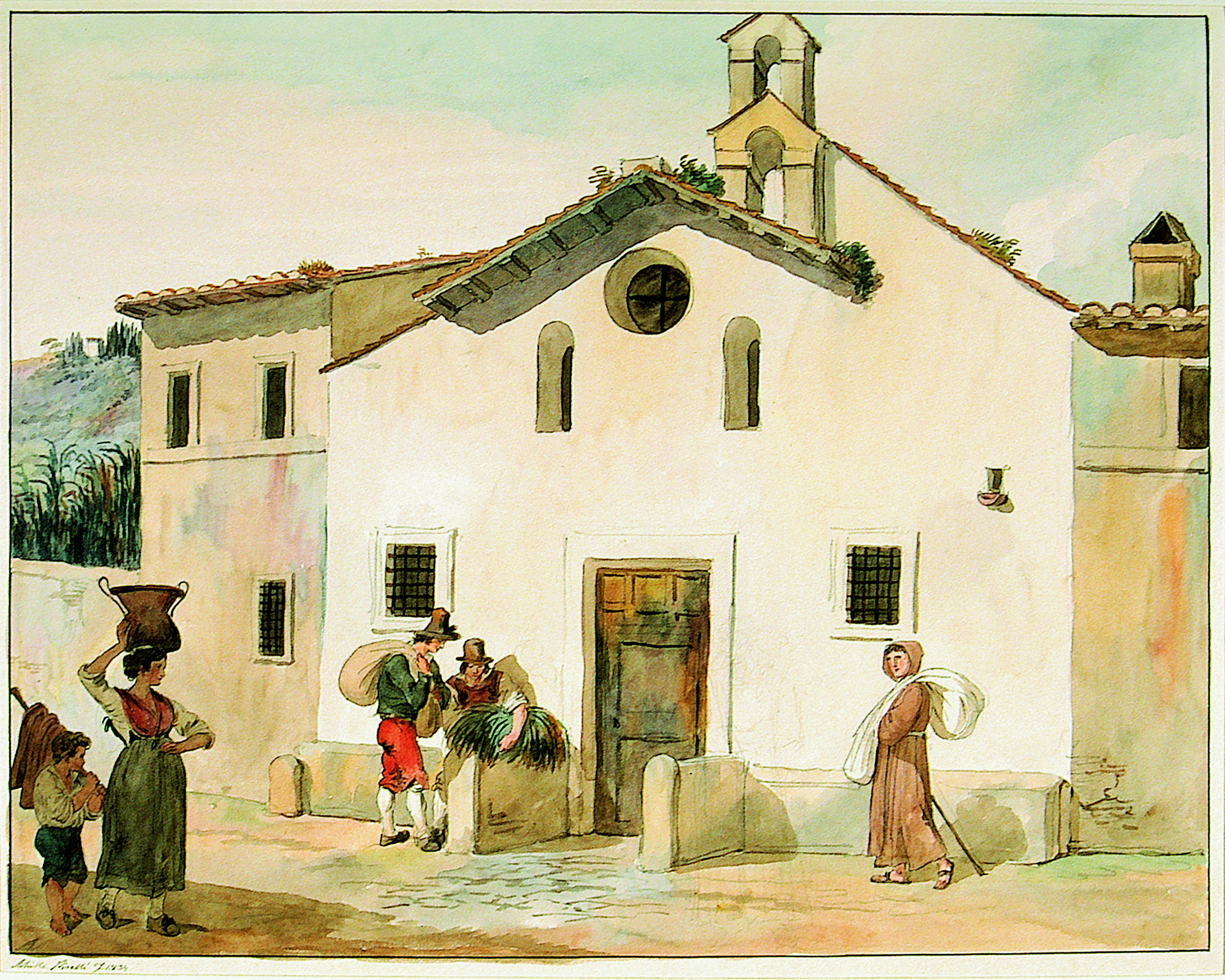
Vista da igreja antes de ser abandonada, por Achille Pinelli.

Uma "ecclesiam sancte Marie Magdalene ad pedem Montis Mali" (uma referência ao Monte Mário) é atestada num documento de 11 de maio de 1278; outros atos de 1480 atestam a fundação de um leprosário ao lado da igreja: foi nesta ocasião que a igreja mudou seu nome para o atual. Gravemente danificada pelos lansquenetes durante o saque de Roma (1527), a igreja foi reconstruída em 1536 e elevada a sede de uma paróquia. O papa Paulo V reformou o complexo em 1621 e, em 1645, a igreja foi colocada sob o comando de Santo Spirito in Sassia.
O leprosário foi abandonado no início do século XIX depois de ter sido danificado por uma tempestade e a igreja foi registrada como estando desconsagrada em 1828, quando a paróquia foi suprimida — seu território foi transferido para Santa Maria del Rosario a Monte Mario. A partir daí, todo o complexo foi gradualmente se arruinando até que, finalmente, o que restava do leprosário (um portal, algumas colunas e umas poucas paredes) ruiu definitivamente em 1937. A restauração da igreja começou em 1975 e a igreja foi reaberta ao público em 1981. Uma grande reforma foi realizada entre 1997 e 2004 e que incluiu um novo teto e um novo piso.
É uma igreja subsidiária de San Giuseppe al Trionfale desde 1912, mas com seu próprio padre. Das estruturas medievais do complexo permanecem a igreja e a antiga estalagem; no local onde ficava o antigo Lazzaretto di Roma foi construído, na década de 1970, um estacionamento.

## Importância
San Lazzaro é recordada nas crônicas antigas por que os papas que eram eleitos fora de Roma iniciavam seu cortejo para tomar posse da cidade a partir de San Lazzaro. Além disto, os imperadores que chegavam à Roma para se fazerem coroar pelo papa esperavam nesta igreja pela chegada dos emissários do papa que vinham da Basílica de São Pedro para acompanhá-los. A localização da igreja representava, enfim, uma espécie de "limite sanitário" quando a cidade estava em quarentena por conta de alguma epidemia.

## Descrição

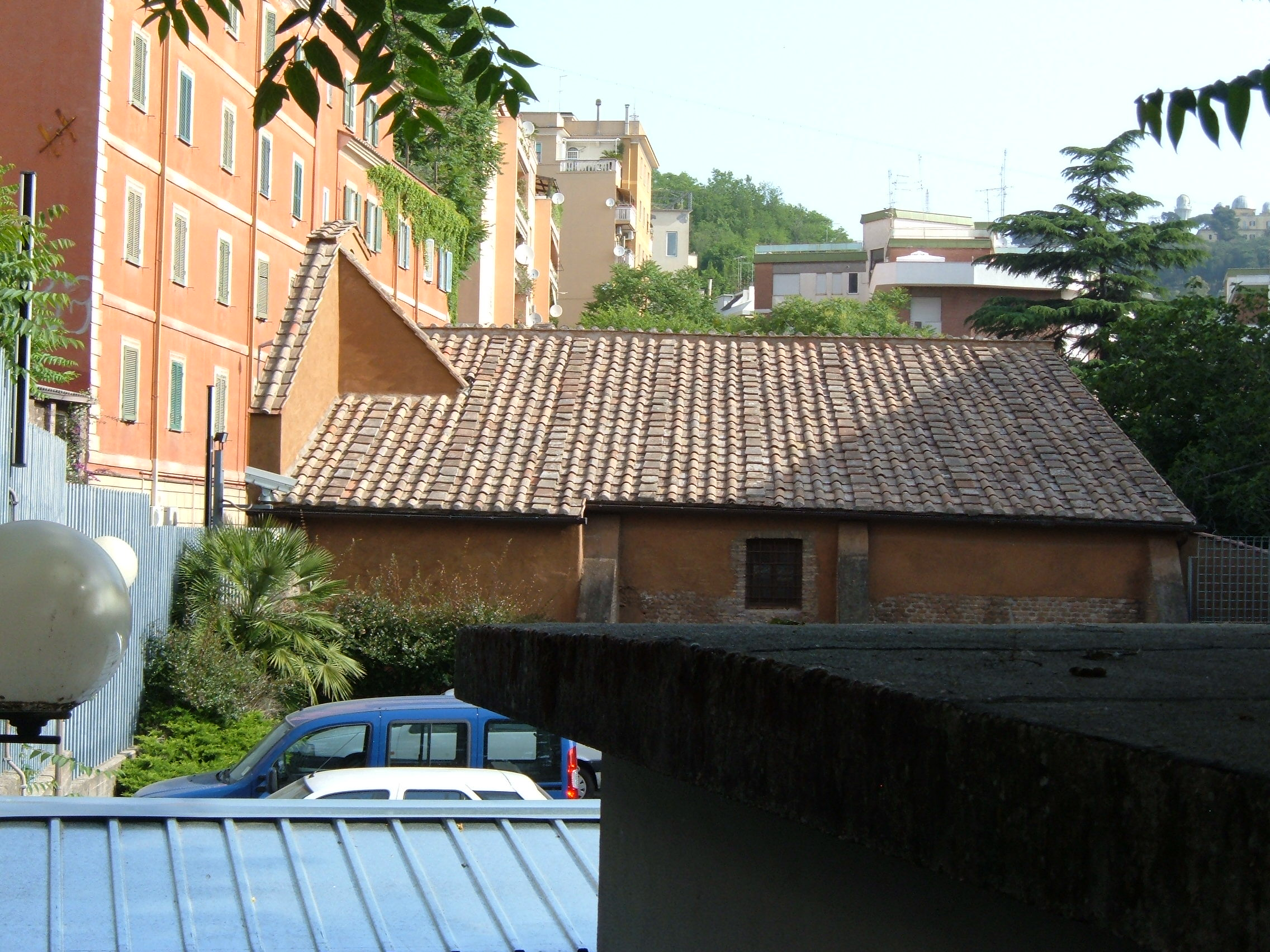
Vista lateral.

Externamente, a igreja se apresenta de forma muito simples, em estilo românico. Na fachada (que não corresponde ao formato do edifício atrás) estão um portal de moldura de mármore encimado por um brasão do capítulo da Basílica de São Pedro, uma roseta e duas janelas monóforas. No telhado está um campanário simples.
No interior, a igreja tem uma planta basilical com três pequenas naves separadas por seis colunas (três de cada lado) provenientes de edifícios romanos (spolia). As paredes são de pedras e tijolos aparentes e o teto é de madeira. Perto do altar-mor se conserva um afresco de Deus Pai com a inscrição "Salvator mundi salva nos". No piso estão quatro sepulturas. Do lado do altar-mor, uma placa relembra a reforma depois do saque pelos lansquenetes, obra do sacerdote francês Domenico Gallison (1536).
Um altar lateral conserva um quadro de "Santa Maria Madalena" doado à igreja pela confraternidade dos viticultores no século XVI.